# William Maxwell (Schriftsteller)
William Keepers Maxwell, Jr. (* 16. August 1908 in Lincoln, Illinois; † 31. Juli 2000 in New York City) war ein US-amerikanischer Journalist und Schriftsteller.

## Biografie
Nach der Schulausbildung in Chicago studierte er Journalistik an der University of Illinois sowie der Harvard University und wurde im Anschluss Journalist bei der Zeitschrift The New Yorker, deren Redaktion er fast vierzig Jahre angehörte.
Seine schriftstellerische Laufbahn begann er 1934 mit seinem Debütroman Bright Center of Heaven und hatte 1945 mit der Veröffentlichung seines Romans Zeit der Nähe (The Folded Leaf) den ersten großen Erfolg. Darin beschreibt er die Beziehung zwischen den ungleichen Freunden Spud Latham und Lymie Peters, die durch deren Gefühle für die Professorentochter Sally und die daraus resultierende Eifersucht Spuds auf die Probe gestellt wird.
In der Folgezeit veröffentlichte er einige weitere Romane, darunter Sie kamen wie die Schwalben (They Came Like Swallows, 1937), Also dann bis morgen (So Long, See You Tomorrow, 1980) sowie Mit der Zeit wird es dunkler (Time Will Darken It, 1948), die in deutscher Sprache im Paul Zsolnay Verlag in den Übersetzungen von Jutta Prasse, Benjamin Schwarz und Matthias Müller erschienen. Neben seinen Romanen veröffentlichte er auch zahlreiche Erzählungen und Essays.
Für Also dann bis morgen (So Long, See You Tomorrow) wurde ihm neben John Updike 1982 der National Book Award in der Kategorie Prosa (Fiction) verliehen. Maxwell war außerdem von 1969 bis 1972 Präsident der American Academy of Arts and Letters. 1970 wurde er von der American Academy of Arts and Letters mit der William Dean Howells Medaille ausgezeichnet.

„Seine Stimme gehört zu den klügsten und scharfsinnigsten der amerikanischen Literatur“

## Werke (Auswahl)
- Also dann bis morgen. Roman („So long, see you tomorrow“). Fischer-Taschenbuchverlag, Frankfurt am Main 2001, ISBN 3-596-11487-X.
- Mit der Zeit wird es dunkler. Roman („Time will darken it“). Fischer-Taschenbuchverlag, Frankfurt am Main 1999, ISBN 3-596-11486-1.
- Sie kamen wie die Schwalben. Roman („They came like swallows“). Zsolnay Verlag, Wien 2001, ISBN 3-552-04996-7.
- Bright center of heaven. a novel. Harper, London 1934.
- Early novels and stories. Library of America, New York 2008, ISBN 978-1-59853-016-2.
- Zeit der Nähe. Roman („The folded leaf“). Verlag SZ, München 2008, ISBN 978-3-86615-541-1.

## Sekundärliteratur
- Charles Baxter, Charles Collier, Edward Hirsch (Hrsg.): A William Maxwell Portrait: Memories and Appreciations. Norton, New York/ London 2004, ISBN 0-393-05771-2.
- Barbara Burkhardt: William Maxwell: A Literary Life. Illinois University Press, Urbana IL 2005, ISBN 0-252-03018-4.
- Barbara Burkhardt (Hrsg.): Conversations with William Maxwell. University Press of Mississippi, Jackson MS 2012, ISBN 978-1-61703-254-7.
- Gretchen Comba: William Maxwell: A Checklist of the Primary Sources. In: Resources for American Literary Study. Band 32, 2007, S. 267–296.

## Quelle
- Autorenporträt. In: William Maxwell: Zeit der Nähe. (SZ-Bibliothek). 2008.

| Personendaten    | Personendaten                                     |
| ---------------- | ------------------------------------------------- |
| NAME             | Maxwell, William                                  |
| ALTERNATIVNAMEN  | Maxwell, William Keepers Jr. (vollständiger Name) |
| KURZBESCHREIBUNG | US-amerikanischer Journalist und Schriftsteller   |
| GEBURTSDATUM     | 16. August 1908                                   |
| GEBURTSORT       | Lincoln, Illinois                                 |
| STERBEDATUM      | 31. Juli 2000                                     |
| STERBEORT        | New York City                                     |